# Municipio de Athens (Kansas)
El municipio de Athens (en inglés: Athens Township) es un municipio ubicado en el condado de Jewell en el estado estadounidense de Kansas. En el año 2010 tenía una población de 50 habitantes y una densidad poblacional de 0,49 personas por km².

## Geografía
El municipio de Athens se encuentra ubicado en las coordenadas 39°36′39″N 98°19′52″O / 39.61083, -98.33111. Según la Oficina del Censo de los Estados Unidos, el municipio tiene una superficie total de 102.25 km², de la cual 102,25 km² corresponden a tierra firme y (0 %) 0 km² es agua.

## Demografía
Según el censo de 2010, había 50 personas residiendo en el municipio de Athens. La densidad de población era de 0,49 hab./km². De los 50 habitantes, el municipio de Athens estaba compuesto por el 90 % blancos, el 6 % eran amerindios, el 4 % eran de otras razas. Del total de la población el 6 % eran hispanos o latinos de cualquier raza.